# Bugaderia

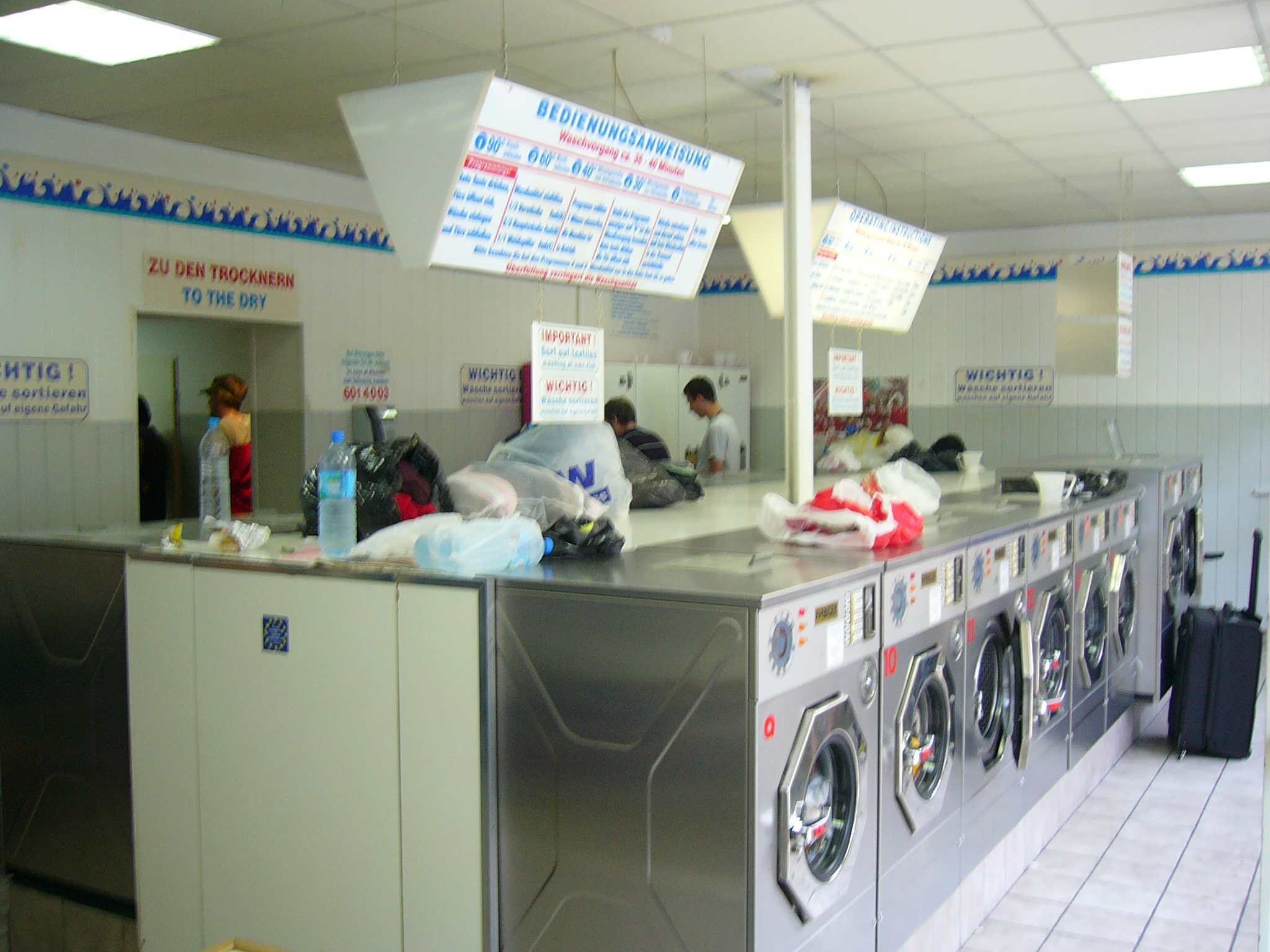
Interior d'una bugaderia autoservei

Una bugaderia és un negoci on es renta roba, normalment s'utilitza aigua i detergents, els tipus de bugaderia més comuns es classifiquen en:
- Petites bugaderies
- Bugaderies industrials
- Bugaderies autoservei

Les bugaderies petites solen rentar la roba de particulars.
Les bugaderies industrials solen treballar per clients més grans com hotels, restaurants, hospitals, etc. i la bugaderia autoservei disposa de màquines que utilitza el client mateix després d'inserir-hi l'import corresponent en monedes.
Pel que fa a les bugaderies d'autoservei, en aquests últims anys s'han posat molt de moda al nostre país. Disposen de rentadores i assecadores amb una central de pagament. És senzill i pràctic el seu ús; hi portes la roba, pagues i rentes i l'eixugues. Aquesta moda de les bugaderies cada vegada està més estesa i sembla que ha arribat per quedar-se.